# Kostel svatého Jana Křtitele (Semily)
Kostel Umučení svatého Jana Křtitele v Semilech (v polovině 16. století jmenovaný Stětí sv. Jana Křtitele) je barokní sakrální stavbou na hřbitově v Semilech na vrchu Koštofranku. Je chráněn jako kulturní památka České republiky.

## Historie

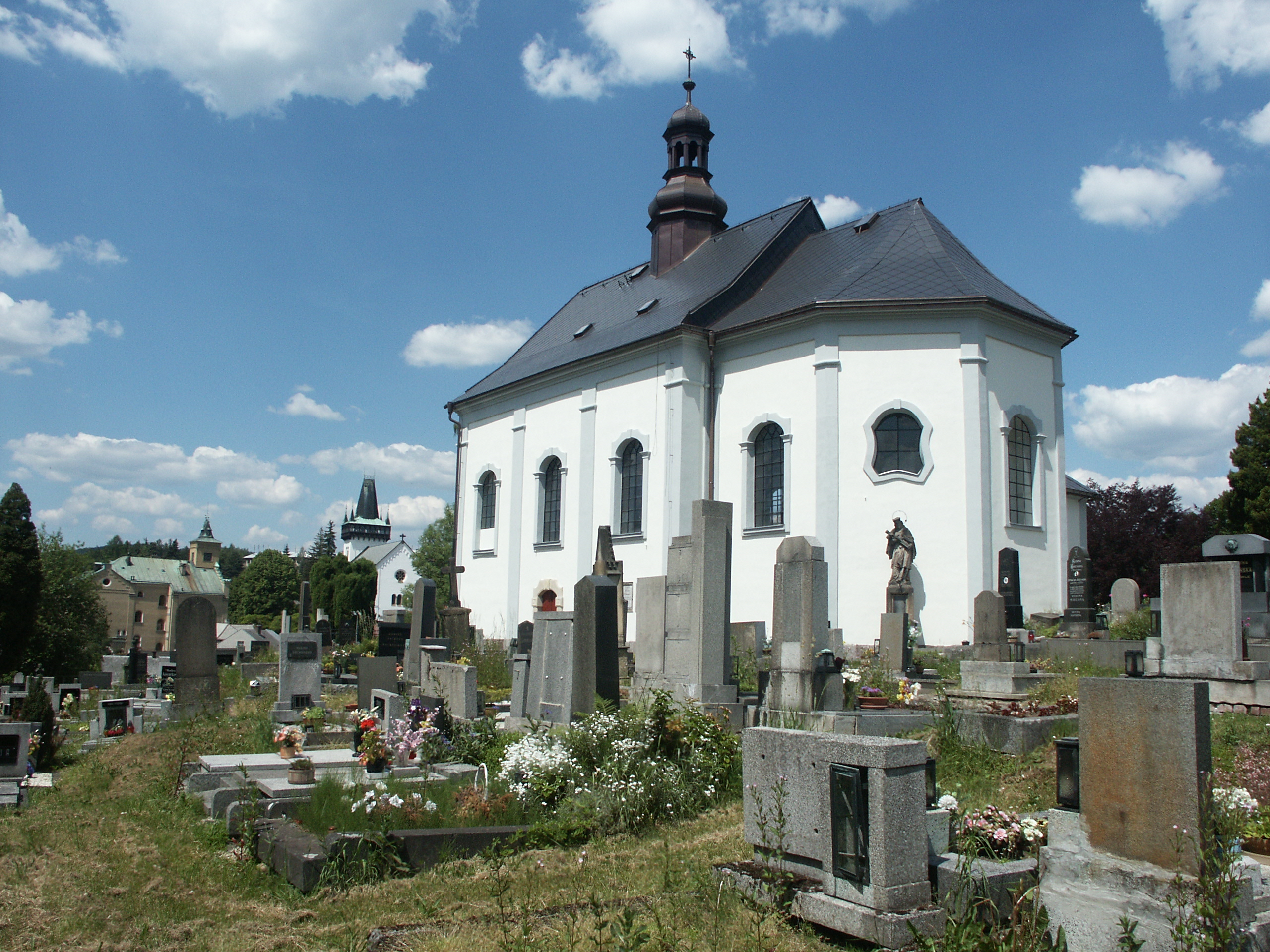
Kostel sv. Jana Křtitele uprostřed hřbitova

Kostel je jednou z nejstarších staveb v Semilech. Byl dřevěný a zachoval se z něj zvon s letopočtem 1590, který ve 21. století visí na věži farního kostela. V období reformace sloužil jako farní kostel pro místní katolickou menšinu, protože farní kostel sv. Petra a Pavla byl zabaven utrakvisty. Po bělohorské bitvě se stal kaplí a pomalu chátral. Roku 1691 neunikl ničivému požáru. Zůstal potom dlouho v troskách, než byla uspořádána sbírka na nový kostel. Základní kámen byl položen v roce 1723. Stavba byla dokončena roku 1727, kdy byl také kostel vysvěcen. Po návratu kostela sv. Petra a Pavla do rukou katolíků začal sloužit kostel na Koštofranku už jen jako hřbitovní. Poslední nákladná oprava kostela proběhla v roce 2005 díky státní dotaci.

## Architektura
Kostel má plochý strop. K pětibokému presbytáři byla později přistavěna sakristie, a nad ní roku 1825 oratoř. Střecha vrcholí vížkou se zvonkem. Stěny jsou členěny pilastry. V presbytáři se nachází nástropní malba sv. Jana Křtitele, který káže zástupům z roku 1761 od pražského malíře Antonína Františka Hampische. Protože Semily patřily hrabatům z rodu Caretto-Millesimo, jejich znak zdobí presbytář. Ze stejného období pochází také iluzívní malovaná architektura hlavního oltáře s výjevem hlavy sv. Jana Křtitele ve vězení.

## Vybavení
Představený rokokový oltář s mramorovou polychromií byl přenesen v roce 1851 z kaple sv. Jana Nepomuckého v semilském zámku. U hlavního oltáře se nacházejí sochy sv. Veroniky a sv. Heleny. Dva jednoduché protějškové boční oltáře jsou vybaveny obrazy patronů země České sv. Václava a sv. Prokopa, které pocházejí z 18. století. Do přelomu 18. a 19. století patří obrazy Panny Marie Růžencové a sv. Barbory. Kazatelna je doplněna malovanými obrazy evangelistů, které pocházejí z konce 17. století. Na kruchtě jsou varhany přestěhované sem ze zbouraného farního kostela.

## Okolí kostela
Kolem kostela se rozkládá hřbitov, který sloužil původně okolním obcím, a po zrušení hřbitova u sv. Petra a Pavla sem byli pohřbíváni také semilští měšťané. Je zde pohřbeno mnoho významných osobností: mj. nedaleko jižního vchodu také otec F. L. Riegra, mlynář Václav.
Pod Koštofrankem se nachází pramen svatého Václava. Tento silný pramen byl objeven již v roce 1793, avšak kamenná studna však byla zřízena až v roce 1857, a její úprava završena postavením schodiště a sochy svatého Václava v roce 1895.

## Zajímavost
Na Koštofranku sídlil poustevník. Obýval prostý domek s malou zahrádkou přímo na hřbitově. Prvním z těchto poustevníků byl františkánský fráter Ludvík Chmelík z Podmoklic, jehož tu usadila vrchnost roku 1728. K obživě dostával od vrchnosti každoročně rentu: trochu žita, ječmene, hrachu, másla, sýra, soli, piva, masa, svíčky, dříví k topení a jednu borovici na louče. Za tyto dary ministroval ve farním kostele a staral se o kapli. Prožil na Koštofranku třicet let, a po jeho smrti zde byl ustanoven bratr Jan Polívka, řádovým jménem Ivan. Jako člen poustevnického řádu ivanitů se řídil jeho přísnou řeholí, která předepisuje modlitby, rozjímání, posty, tělesné umrtvování, četbu, zpytování svědomí a pokání. Bratr Polívka byl ustanoven za vizitátora pro ostatní ivanity sídlící v okolí. Za josefinských reforem bylo místo poustevníka zrušeno.